# Inversão de causa e efeito
Inversão de causa e efeito ou Direção errada é uma falácia que consiste em dar como causa de uma coisa aquilo que é na verdade seu efeito.

## Estrutura lógica
- Se A, portanto B.
- Logo B é a causa de A.

## Exemplos
- A propagação da SIDA foi provocada pela educação sexual.
  - Na verdade, foi exatamente o contrário. A epidemia de SIDA levou ao incremento da educação sexual como forma de prevenção.